# Janzeeb Khan
Janzeeb Khan (Recklinghausen, 26 giugno 1992) è un hockeista in carrozzina tedesco.
Esordisce nel 2003 negli Hurricanes Bochum come attaccante-mazza. 
Dopo tre stagioni condite dal cambio di posizione da attaccante a difensore-stick, nel 2006 passa ai Ruhr Rollers Essen dove rimane per due stagioni fino al 2008 segnando 2 reti. 
Alla fine del 2008 passa al Dream Team Milano dove rimane per due stagioni fino al 2010, condite da una rete, anno in cui viene acquistato dagli All Blacks Genova. 
Nel 2014 viene ceduto ai GP Bulls di Eindhoven assieme al compagno di squadra Davide Garofano.